# Calvaire de Mellac
Le calvaire est situé à Mellac en France.

## Localisation
Le calvaire est situé sur le territoire de la commune de Mellac, dans le département du Finistère en région Bretagne.

## Description
Les croix des larrons se serrent contre celle du Christ. Les autres personnages représentés sont la Vierge, Saint-Jean, des anges et, au revers, le Christ ressuscité avec, en bas, Saint-Michel terrassant le dragon.

## Historique
Le calvaire est inscrit au titre des monuments historiques par arrêté du 3 juin 1932.

## Galerie

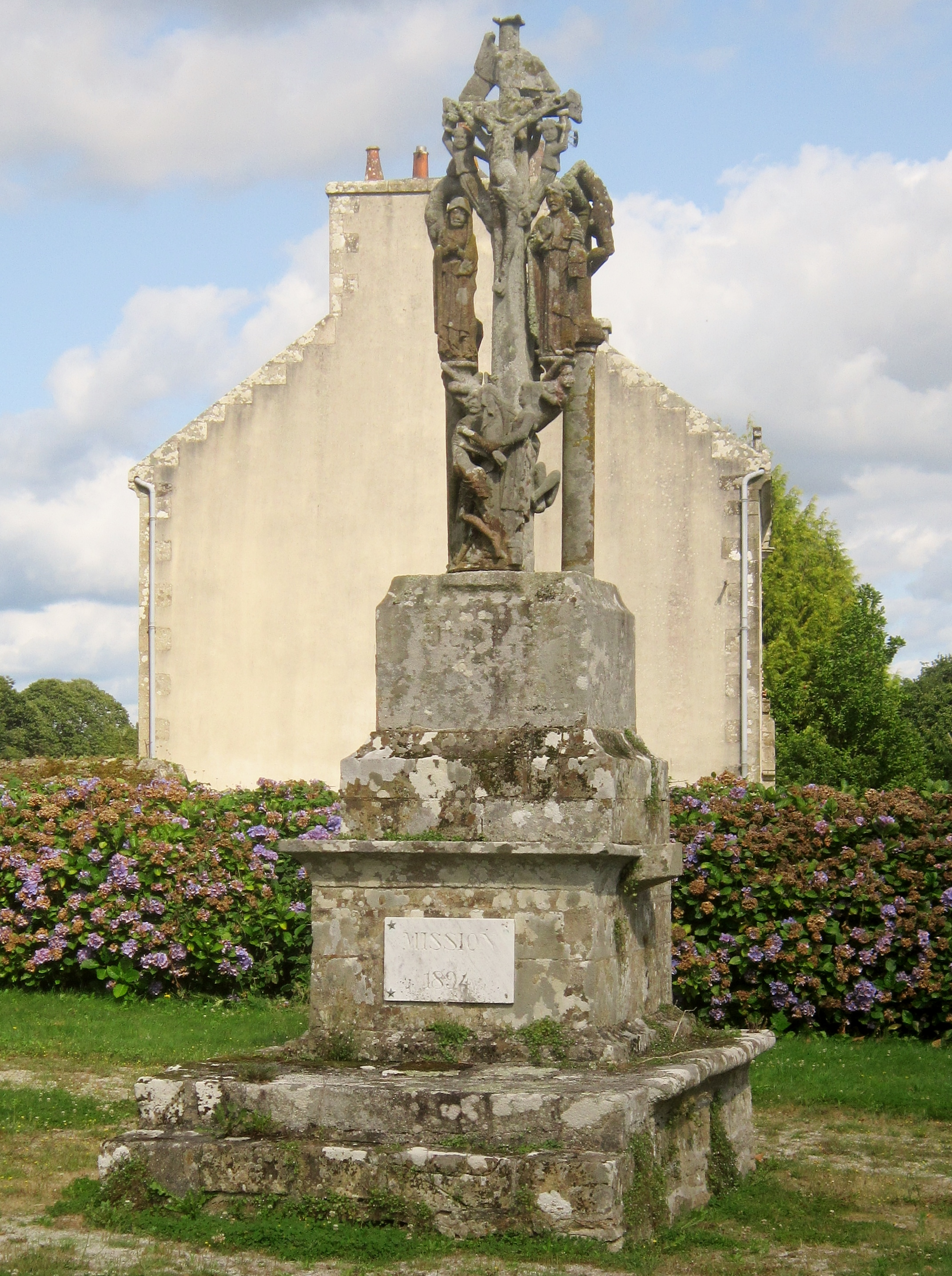